# 101813 Elizabethmarston
101813 Elizabethmarston è un asteroide della fascia principale. Scoperto nel 1999, presenta un'orbita caratterizzata da un semiasse maggiore pari a 1,9477045 au e da un'eccentricità di 0,1026438, inclinata di 22,89451° rispetto all'eclittica.